# Bråarpasjön
Bråarpasjön är en sjö utanför Anderstorp i Gislaveds kommun i Småland som ingår i Nissans huvudavrinningsområde. Sjön är 14 meter djup, har en yta på 0,892 kvadratkilometer och är belägen 160,1 meter över havet. Vid provfiske har bland annat abborre, braxen, gers och gädda fångats i sjön.

## Delavrinningsområde
Bråarpasjön ingår i det delavrinningsområde (635198-136831) som SMHI kallar för Mynnar i Anderstorpaån. Avrinningsområdets medelhöjd är 179 meter över havet och ytan är 14,88 kvadratkilometer. Det finns inga delavrinningsområden uppströms utan avrinningsområdet är högsta punkten. Töråsbäcken som avvattnar avrinningsområdet har biflödesordning 3, vilket innebär att vattnet flödar genom totalt 3 vattendrag innan det når havet efter 114 kilometer. Delavrinningsområdet består mestadels av skog (73 procent). Avrinningsområdet har 1,39 kvadratkilometer vattenytor vilket ger det en sjöprocent på 9,3 procent. Bebyggelsen i området täcker en yta av 1,62 kvadratkilometer eller 11 procent av avrinningsområdet.

## Fisk
Vid provfiske har följande fisk fångats i sjön:
- Abborre
- Braxen
- Gärs
- Gädda
- Mört
- Sutare